# کرپوست (استان خاسکوو)
کرپوست (به بلغاری: Krepost) یک منطقهٔ مسکونی در بلغارستان است که در شهرستان دیمیترووگراد واقع شده‌است.